# Генков, Цветан
Цветан Валентинов Генков (8 февраля 1984, Мездра) — болгарский футболист, нападающий. Выступал за сборную Болгарии.

## Карьера
В конце 2009 года был отдан московским «Динамо» в аренду софийскому «Локомотиву», за который выступал ранее, на срок до декабря 2010 года. 28 января 2011 года подписал контракт с польским клубом «Висла» (Краков) сроком на 3,5 года.

## Достижения
Командные
- Бронзовый призёр чемпионата Болгарии: 2006/07
- Бронзовый призёр чемпионата России: 2008
- Чемпион Польши: 2010/11

Личные
- Лучший бомбардир чемпионата Болгарии: 2006/07